# Koghiella
Koghiella is een geslacht van rechtvleugeligen uit de familie krekels (Gryllidae). De wetenschappelijke naam van dit geslacht is voor het eerst geldig gepubliceerd in 1987 door Otte.

## Soorten
Het geslacht Koghiella omvat de volgende soorten:
- Koghiella bouleti Desutter-Grandcolas, 1997
- Koghiella bouo Otte, 1987
- Koghiella caledonica Chopard, 1970
- Koghiella grandis Desutter-Grandcolas, 1997
- Koghiella parabouo Otte, 1987
- Koghiella semibouo Otte, 1987
- Koghiella thio Otte, 1987